# Епархия Чалатенанго
Епархия Чалатенанго (лат. Dioecesis Chalatenangensis) — епархия Римско-Католической церкви c центром в городе Чалатенанго, Сальвадор. Юрисдикция епархии распространяется на департамент Чалатенанго. Епархия Чалатенанго входит в митрополию Сан-Сальвадора. Кафедральным собором епархии Чалатенанго является церковь Святого Иоанна Крестителя.

## История
30 декабря 1987 года Римский папа Иоанн Павел II издал буллу Qui perinde, которой учредил епархию Чалатенанго, выделив её из архиепархии Сан-Сальвадора.

## Ординарии епархии
- епископ Eduardo Alas Alfaro (30.12.1987 — 21.04.2007);
- епископ Luis Morao Andreazza O.F.M.[1] (21.04.2007 — 14.06.2016);
- епископ Oswaldo Estéfano Escobar Aguilar (с 14.06.2016 — по настоящее время).